# 法蘭西24
法蘭西24、法国24（法語： / ， [fʁɑ̃s vɛ̃t katʁ]）是法國一家國際新聞頻道，由法國政府資助，总部位于巴黎市郊的伊西萊穆利諾，开播於2006年12月6日，目前以法语、英语、阿拉伯语和西班牙語播出。该台的口号是：超越新闻（Beyond the News）。其与法国国际广播电台（RFI）、蒙特卡洛中东电台同樣由法國國營國際廣播公司法國世界媒體（FMM）所經營，相對於前兩者以紅色為主色調，法國24則以藍色為主色調。

## 沿革
时任法国总统希拉克为了捍卫法语在世界上的地位，对抗英语在世界的主导地位，特别是在1990年发生的海湾战争，法美两国政府对该战争有不同的观点，但美国有CNN对战争做出报道，而法国却没有这样一个国际性媒体，为此法国政府便有了成立國際新聞頻道的构想。最初計畫命名為「法國國際新聞頻道」（Chaîne française d'information internationale，簡稱），但開播前改用現名。
法国24的合作伙伴除了法新社、RFI之外，也包括法國兩大電視台TF1集團（擁有法国电视一台）與法国电视台。法國政府每年補助法國24約1億歐元，同时欧盟委员会（European Commission）也为该台开了绿灯，并表示法国24台符合欧盟援助规则。
前法国总统萨科奇在2008年1月8日曾表示，他希望法国24台仅用法语播出。
从法国的视角提供有别于诸如英国BBC和美国CNN的新闻节目，法国24电视台的节目更着重于辩论性、对话性和文化差异。英语频道方面，希望成为德国之声电视台、半岛电视台新闻频道、今日俄罗斯电视台英语频道和Press TV的竞争对手，而阿拉伯语频道方面希望成为半岛电视台阿拉伯语频道和今日俄罗斯阿拉伯语频道的竞争对手。

## 节目
法国24的节目在3个频道播出：法语频道，英语频道和阿拉伯语频道（只在巴黎时间2PM到12AM播出阿拉伯语节目，其余时间根据观众所在地区分别播放法语和英语节目），节目内容分为，新闻报道、新闻杂志和特别报道三个版块。2011年1月9日，旗下三個頻道全部改以16:9播出。